# Matthew Špiranović
Matthew Špiranović (n. 27 iunie 1988) este un fotbalist australian.

## Statistici
| Australia | Australia | Australia |
| An        | Meciuri   | Goluri    |
| --------- | --------- | --------- |
| 2008      | 2         | 0         |
| 2009      | 2         | 0         |
| 2010      | 1         | 0         |
| 2011      | 7         | 0         |
| 2012      | 4         | 0         |
| 2013      | 0         | 0         |
| 2014      | 5         | 0         |
| 2015      |           |           |
| Total     | 21        | 0         |